# مایکل مورلی

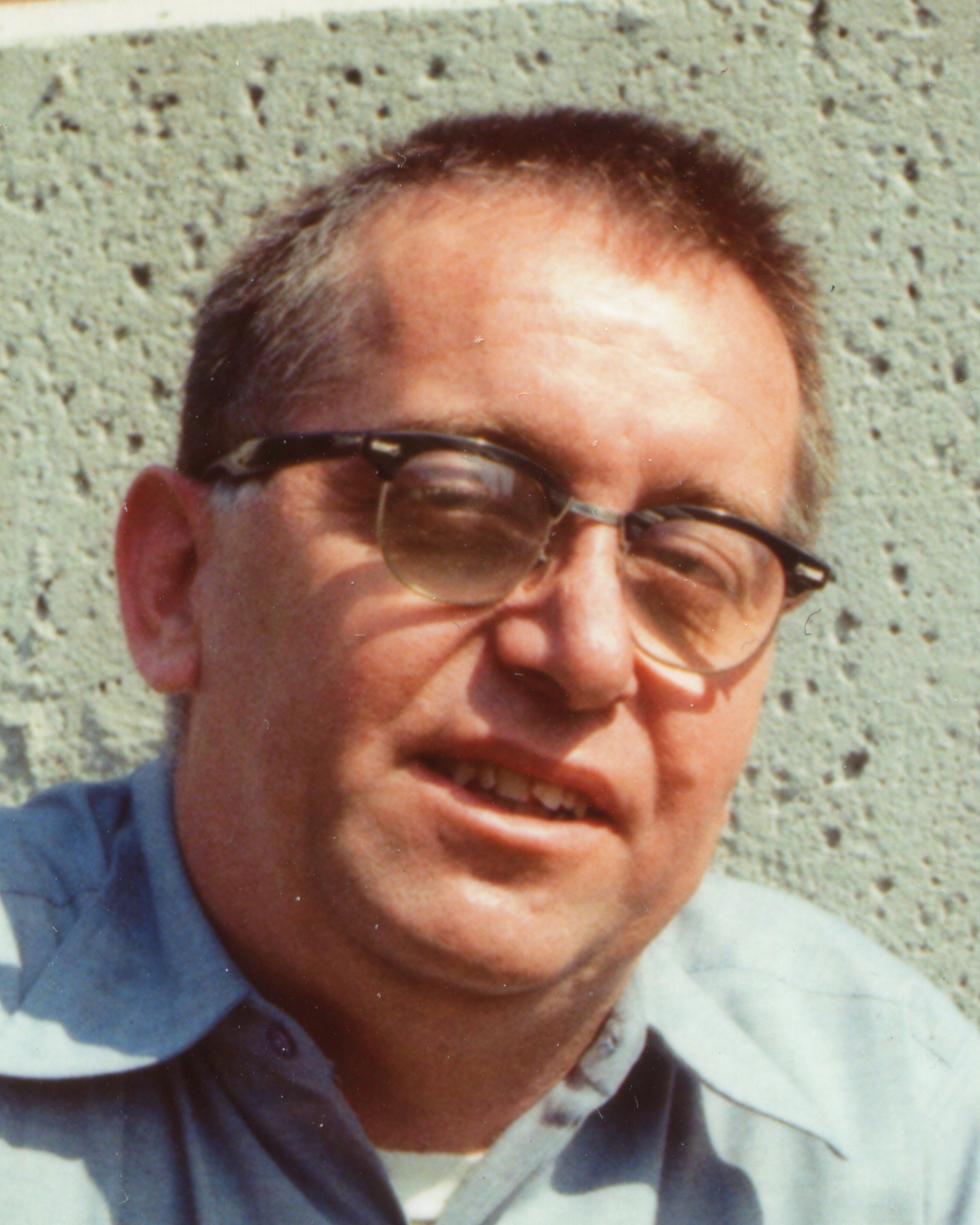
مایکل داروین مورلی، ریاضی‌دان آمریکایی - ۱۹۷۳

مایکل داروین مورلی (به انگلیسی: Michael Darwin Morley) (زادهٔ ۱۹۳۰ در یونگستاون – درگذشتهٔ ۱۱ اکتبر ۲۰۲۰) ریاضی‌دان اهل آمریکا بود.

## تحصیلات
مورلی در دانشگاه کیس وسترن رزرو تحصیل کرد و سپس به کار در دانشگاه شیکاگو سرگرم شد. او در سال ۱۹۶۲ با سرپرستی ساندرز مک لین درجه دکتری ریاضیات را به دست آورد و پس از آن به دانشگاه برکلی رفت.

## آثار ریاضی
مورلی در دانشگاه ویسکانسین به درجهٔ استادیاری رسید. او در سال ۱۹۶۶ به دانشگاه کورنل رفت و در سال ۲۰۰۲ در همان دانشگاه بازنشسته شد.
زمینهٔ پژوهشی مورلی منطق ریاضی و نظریهٔ مدل‌ها بود و دستاوردهای فراوانی در این زمینه‌ داشت.

## جوایز و افتخارات
مایکل مورلی در سال ۲۰۰۳ جایزه لروی استیل را دریافت نمود.